# Zwartbuikfluiteend
De zwartbuikfluiteend (Dendrocygna autumnalis) is een vogel uit de familie van de eendachtigen (Anatidae). De wetenschappelijke naam van de soort werd in 1758 als Anas autumnalis gepubliceerd door Carl Linnaeus.

## Veldkenmerken
Het verenkleed van deze 48 tot 53 cm lange vogel is aan de onderzijde zwart, terwijl de bovenkop, nek en hals bruin zijn. Verder heeft de vogel een rode snavel, grijze wangen, kin en borst en roze poten. De vleugels zijn zwart met wit.

## Voortplanting
Het legsel bestaat uit 12 tot 16 eieren, die meestal door de woerd worden bebroed.

## Verspreiding en leefgebied
Hij leeft in het zuiden van de Verenigde Staten, en tropisch Midden-Amerika en Zuid-Amerika. In de Verenigde Staten leeft hij het hele jaar door in Texas, hij is seizoensgebonden in Arizona en Louisiana, en een zeldzame gast in Florida, Arkansas, Georgia en South Carolina.
Er worden twee ondersoorten onderscheiden:
- D. a. autumnalis: van Panama tot Ecuador en noordelijk Argentinië.
- D. a. fulgens: van zuidoostelijk Texas tot Panama.

## Suriname
De zwartbekfluiteend wordt in Suriname wiswisie genoemd en is daar aan de kust een talrijke broedvogel. De eend eet graag halofyten als Batis maritima, Sesuvium portuculastrum en Ruppia maritima, maar daarnaast eten de dieren ook rijst. Hiernaast eet het dier ook kleine ongewervelde dieren.

## Status
De grootte van de populatie is in 2020 geschat op 0,2-2 miljoen volwassen vogels. Op de Rode lijst van de IUCN heeft deze soort de status niet bedreigd.

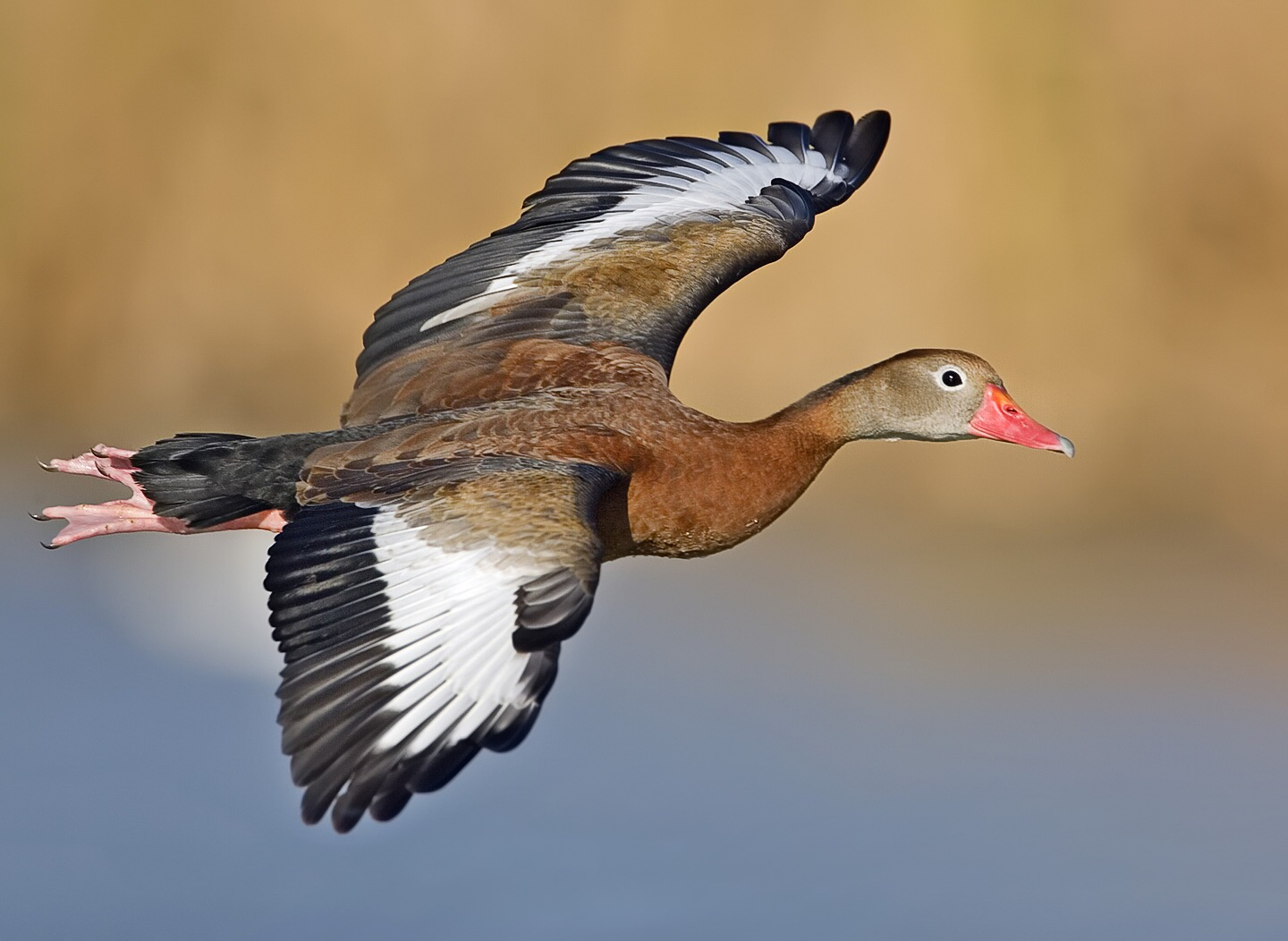
Zwartbuikfluiteend in glijvlucht?
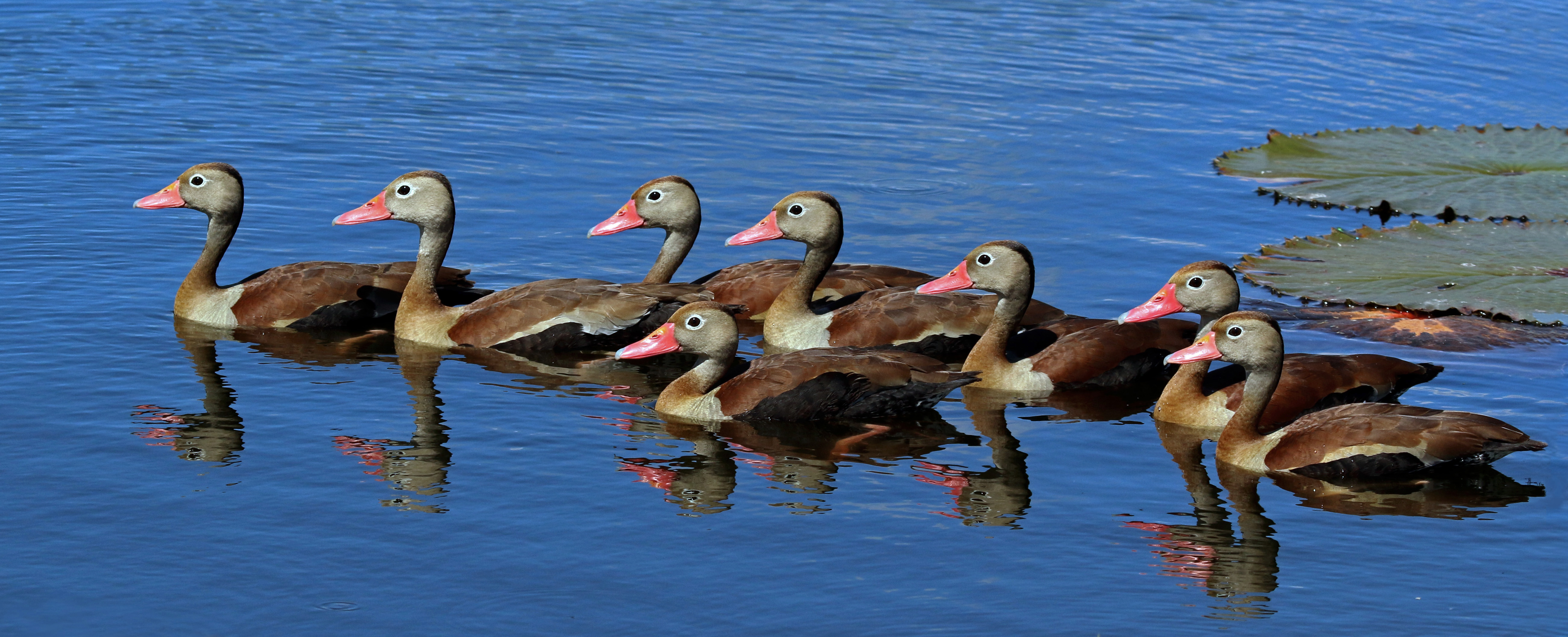
Zwartbuikfluiteenden in Tobago